# Kruis van het Rode Kruis voor Internationale Vrijwilligers (België)
Het Kruis van het Rode Kruis voor Internationale Vrijwilligers van het Belgische Rode Kruis was een onderscheiding.
In 1870 hielpen ook Belgische vrijwilligers als arts, verpleger of ziekendrager aan het front in de Frans-Duitse Oorlog. Het Belgische Rode Kruis stichtte een "Croix des Volontaires Internationaux de la Croix Rouge". Al wat in die dagen officieel was werd in het door Walen overheerste België in het Frans aangeduid.
Het zwart geëmailleerde achtpuntige kruis is opgehangen aan een beugelkroon en werd op de linkerborst gedragen aan een zwart lint met een rood met witte bies. In het centrale witte medaillon is een rood geëmailleerd Kruis van Genève geplaatst. Op de ring staat de tekst "VOLONTAIRES INTERNATIONAUX DE LA CROIX ROUGE - BELGIQUE -". Op de keerzijde staat in het niet geëmailleerde medaillon de opdracht "HUMANITE DEVOUEMENT" wat "Menselijkheid en vooruitgang" betekent. De ring is op de keerzijde leeggelaten. 